# 17228 Adrianeliz
17228 Adrianeliz este o planetă minoră (asteroid), cu un diametru de 8,886 km, din centura de asteroizi. A fost descoperită pe 8 februarie 2000 la Experimental Test Site⁠(d) de Lincoln Near-Earth Asteroid Research. 
Obiectul prezintă o orbită caracterizată de o semiaxă mare de 3,1985422 UAi, o excentricitate de 0,1257751, o înclinație de 1,632 ° în raport cu ecliptica.